# Mary De la Beche Nicholl

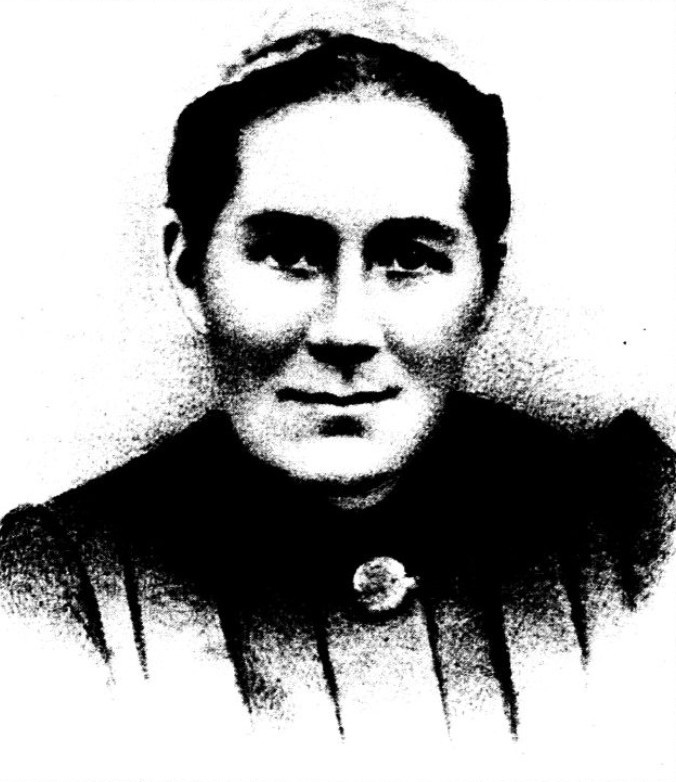
Mary De la Beche Nicholl

Mary De la Beche Nicholl (* 25. Juni 1839 in Swansea, Südwales, Vereinigtes Königreich; † 30. Oktober 1922 in Bridgend, Vereinigtes Königreich) war eine walisische Naturforscherin und Lepidopterologin. Sie ist für ihre Arbeit über Schmetterlinge bekannt.

## Leben und Werk

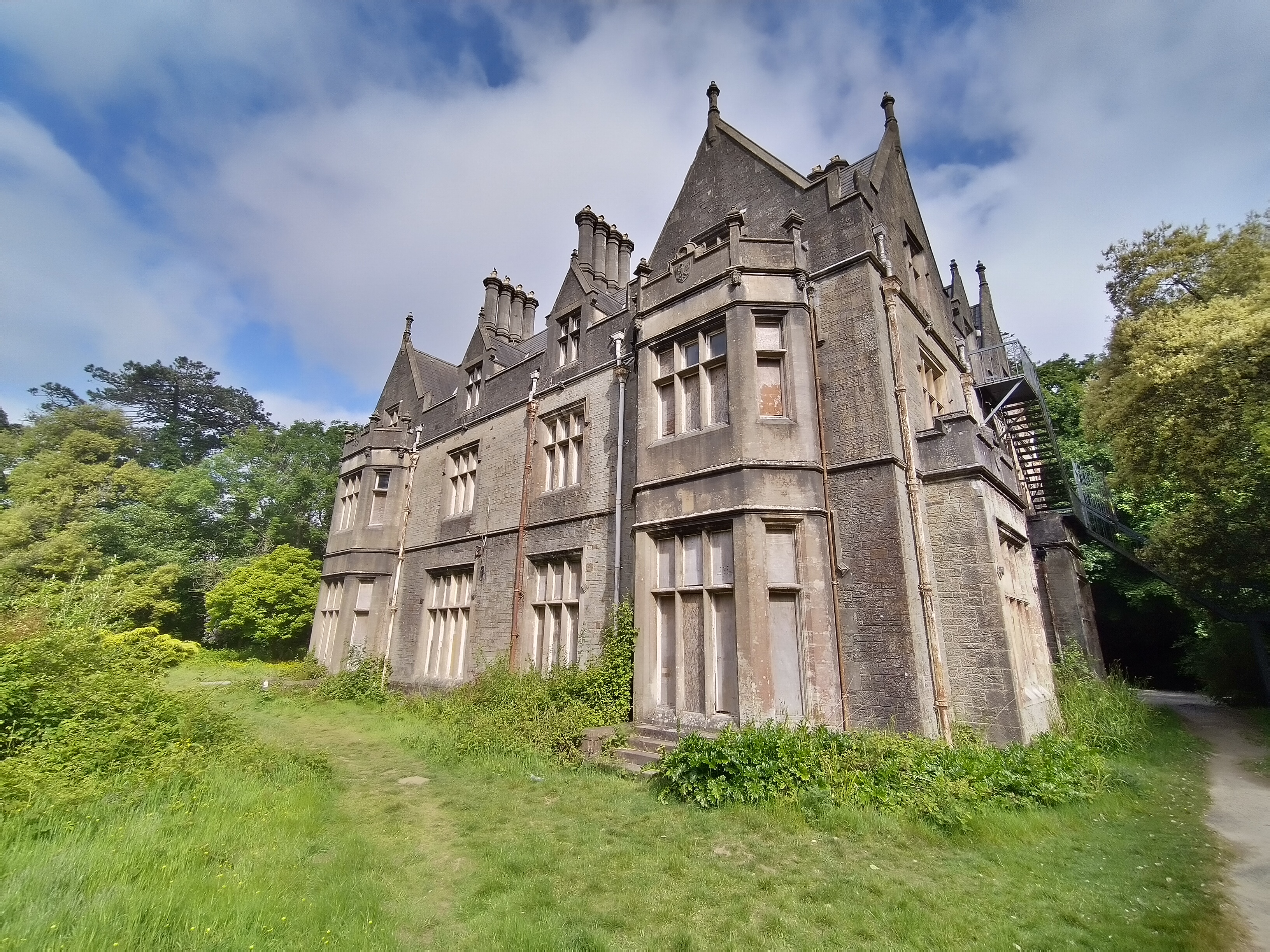
Hendrefolan House. Das Elternhaus von Mary De la Beche Nicholl. Fotografiert im Jahr 2020

Nicholl war die Tochter des Politikers Lewis Llewelyn Dillwyn und von Elizabeth „Bessie“ De La Beche Dillwyn. Sie war die Schwester von Henry De la Beche Dillwyn, Elizabeth Amy Dillwyn und Sarah Llewelyn (Dillwyn) Craven. Ihr Großvater väterlicherseits war der Naturforscher Lewis Weston Dillwyn und ihr Großvater mütterlicherseits der Geologe Sir Henry De La Beche. Nicholl erhielt Unterricht in Politik, Fotografie, Sprachen, Kunst und Naturwissenschaften, wobei sie sich im Laufe der Jahre besonders für die Biologie interessierte.
Sie heiratete 1860 in Sketty Church John Cole Nicholl, mit dem sie sechs Kinder bekam und mit dem sie auf dem Anwesen Merthyr Mawr lebte. Ein Gemälde von ihr aus dem Jahr 1867 zeigt die Gartengestaltung des Anwesens. Hier widmete sie sich auch der Schmetterlingszucht und während der Reisen mit ihrer Familie sammelte sie Schmetterlinge. Bereits in ihrer Jugend war sie dafür bekannt, dass sie mit ihrem Schmetterlingsnetz auf der Suche nach Schmetterlingen entlang der Gower-Halbinsel und in der Umgebung von Swansea unterwegs war. Dies entwickelte sich zu ihrer wissenschaftlichen Sammel- und Publikationstätigkeit.
Ihre ernsthaften Sammlungen begannen im Juni 1888 im schweizerischen Bex während einer Familienreise im Rahmen der medizinischen Behandlung ihres Mannes. 1892 erbte ihr Sohn John Dillwyn Nichol das elterliche Anwesen Hendrefoilan. Nach dem Tod ihres Mannes 1894 bereiste sie Europa, Nordafrika, Teile der USA und Kanadas und das heutige Sri Lanka. Sie sammelte Schmetterlinge und schickte Pflanzen für ihren privaten Garten nach Wales. Ihre Schmetterlingssammlungen stellte sie aus und insbesondere ihre Expedition in den Libanon wurde als sehr bedeutungsvoll bezeichnet, da die Schmetterlinge aus dieser Region bis dahin wenig bekannt waren.
1922 starb Nicholl im Alter von 83 Jahren in Bridgend und ihre Schmetterlingssammlung wurde in die Obhut ihrer Familie gegeben. Ein Teil ihrer Sammlung befindet sich in den naturhistorischen Sammlungen des Swansea Museums. Diese Sammlung mit über 9.000 Exemplaren wird im Rahmen einer Partnerschaft zwischen dem Swansea Museum, Amgueddfa Cymru (Museum Wales) Cardiff und der Swansea University digitalisiert.

## Veröffentlichungen (Auswahl)
- Butterflies of the Lebanon. Transactions of the Royal Entomological Society of London, 1902, S. 75.
- Bulgarian Butterflies. The Entomologist’s Record and Journal of Variation. 12 (2), 1899, S. 29.[11]